# Allemaal beestjes (televisieprogramma)
Allemaal Beestjes was een Vlaams documentaireprogramma rond dieren dat vanaf 1967 tot eind jaren 80 op de BRT te zien was. De titel van het programma was gebaseerd op het refrein uit het liedje Beestjes (1967) door de Nederlandse popgroep Ronnie en de Ronnies.

## Concept
Het programma werd oorspronkelijk gepresenteerd door Marcel Verbruggen, die samen met Frans Verhoeven medeverantwoordelijk was voor de natuurbeelden. Hij maakte vooral opnames in Europese natuurreservaten en had een passie voor IJsland. Vanaf 1974 leverde striptekenaar Marc Sleen beeldmateriaal dat hij tijdens zijn safari's in Afrika had opgenomen. (Een andere bron beweert dat Sleen al vanaf zijn eerste safari in 1962 beeldmateriaal leverde.) Ook Gil Claes en Jessie De Caluwé hebben nog aan het programma meegewerkt. Er werden ook fotoboeken rond het programma uitgegeven. Vanaf jaren 90 werden afleveringen heruitgezonden op Ketnet.

## Verwijzingen in populaire cultuur
- Marc Sleen verwees geregeld naar Allemaal Beestjes in zijn stripreeks Nero. Het 77ste album uit de serie heet zelfs Allemaal Beestjes. In strook 104 is het programma bij Madam Nero thuis op televisie te zien.
- Een aflevering van F.C. De Kampioenen uit 2007 droeg de titel Allemaal Beestjes.[bron?]
- Een bundel dierenverhalen van Yvonne Keuls uit 2009 droeg ook deze naam.[bron?]
- Het programma Plan B (2012) had een rubriek die Allemaal beestjes heette.[bron?]
- Er is ook een dierenspeciaalzaak in Bocholt naar vernoemd.[8][bron?]